# Volkmar Würtz
Volkmar Würtz (* 3. Oktober 1938 in Karlsruhe) ist ein ehemaliger deutscher Degenfechter. Er focht beim TSV Mannheim, später beim Heidenheimer SB und dem Darmstädter FC. 1964 nahm er an den Olympischen Spielen in Tokio teil.

## Erfolge
1958 wurde Würtz mit dem TSV Mannheim deutscher Juniorenmannschaftsmeister im Degenfechten. 1961 gewann er mit dem TSV Mannheim die deutsche Mannschaftsmeisterschaft der Aktiven. 1964 war er Teil der Herrendegen-Mannschaft bei den Olympischen Spielen in Tokio. Zusammen mit Franz Rompza, Max Geuter, Paul Gnaier und Haakon Stein belegte er den sechsten Platz bei 18 Teilnehmern. Als Senior nahm er an mehreren internationalen Seniorenwettbewerben teil und gewann 2005 die deutsche Seniorenmeisterschaft in seiner Altersklasse.
Sein Bruder Rüdiger Würtz war ebenfalls ein erfolgreicher Fechter und Volkmars Teamkollege bei den deutschen Mannschaftsmeisterschaften 1961.